# キュー (ビリヤード)

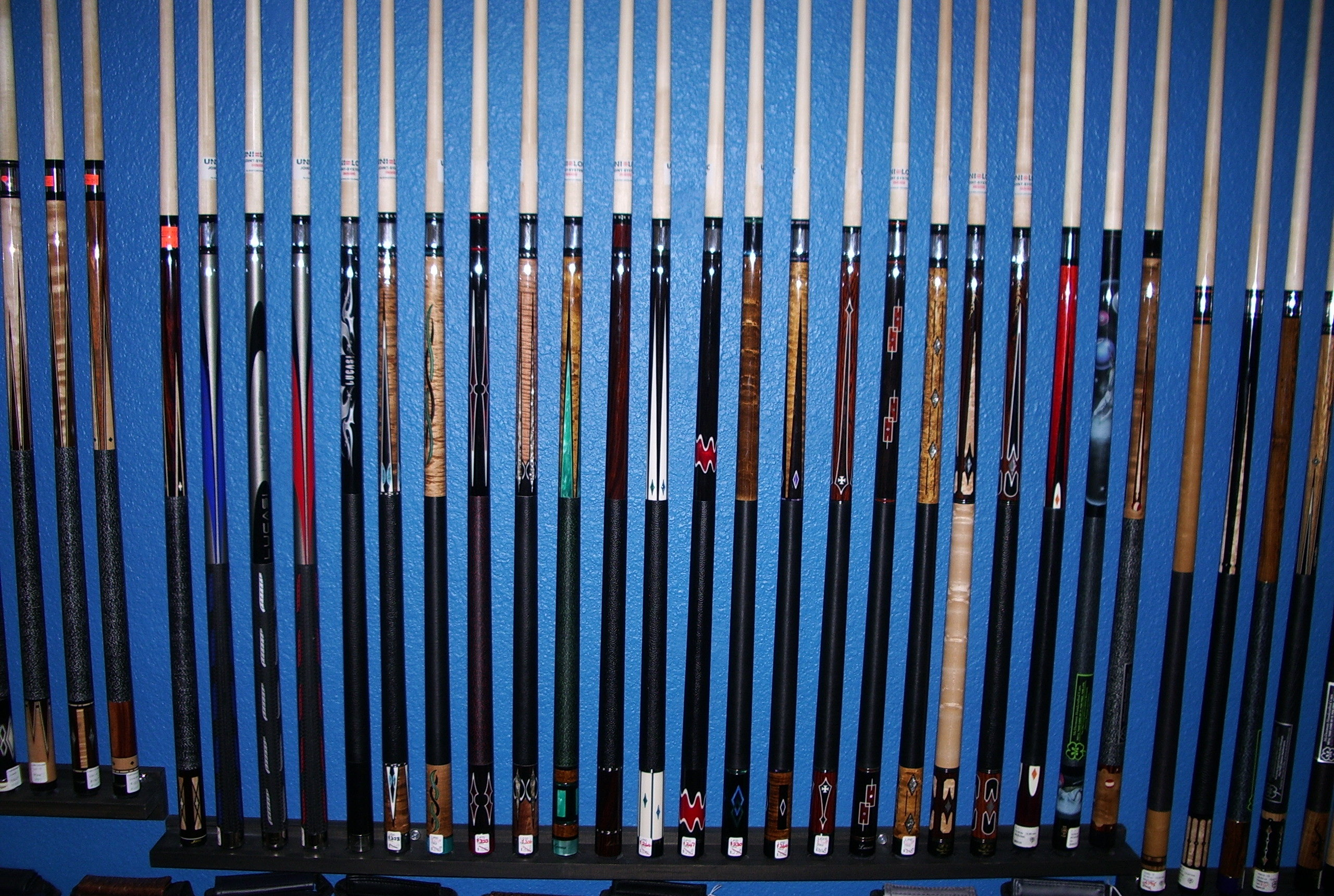
ポケットキュー

キュー（Cue）は、ビリヤードにおいてプレーヤーが手球を撞くために用いられる棒状の用具のことである。

## 概要
ビリヤードのプレーにおいて、球を撞く棒状の道具をキュー・スティック（cue stick）、省略してキュー（cue）と呼ぶ。プレーヤーが手球の狙った点を撞きやすいように、大雑把な形状としては先になればなるほど細くなっており、手元の柄に近い部分ほど太くなっている。またキューは大抵の場合、持ち運びができるよう真ん中から2本に分かれるようになっていて、真ん中から先の部分をシャフト、柄の部分をバットと呼び、継ぎ目の部分をジョイントと呼ぶ。分割できないワンピースのキューもある。
キューは長さ54〜58インチ（約137〜147センチメートル）、重さ16〜23オンス（約450〜650グラム）程度のものが用いられ、プレーヤーは自分の身長に適した長さのものを使用することが好ましいとされている。しかし、市販品では多様な長さのキューが取り揃えられているとはいえない。また、競技や種目、特定のショットによって、長さや重さが異なったものを使用する場合もある。
ビリヤードの競技大会などへ出場する場合、ルールによりキューの長さや重さなど制限が課される場合がある。例えばポケットビリヤードの場合、BCA（Billiard Congress of America）や日本ビリヤード協会のルールではキューの長さが40インチ（約101センチメートル）以上のものを利用しなければならず、重さは25オンス（708.7グラム、日本ビリヤード協会）以下、ティップの直径が14mm以下（日本ビリヤード協会）という規定がなされている。
またキューはメーカーごとに様々な装飾が施されたものが作製されており、これらを蒐集するコレクターもいる。

## キューの種類について

### なぜ競技によってキューが違うのか
キューはそれぞれの競技のボールの大きさ（重さ）に対して最適化されている。キューの太さはキャロム、ポケット、スヌーカーの順に細くなる。重いボールを撞くキャロム競技では、パワーのロスが少ない等の理由で太いキューを用いることが一般的である。原則的には各々の競技に最適化されたキューを用いてプレーするのが望ましいが、キューが本来の目的とする競技と異なる競技をプレーすることは不可能ではない。例として、日本のポケットビリヤードのトッププロだった奥村健は2008年にキャロム競技のプロ選手へ転向したが、ポケット競技から引退する数年前よりポケットビリヤードの大会においてキャロムキューで出場し、全日本選手権で優勝した。類例として日本スヌーカー連盟（JSA）の開催するトーナメントなどはポケット競技用のキューで参加することも認められている。
但し、太いキューで小さいボールを撞こうとしても、物理的にあまり下を突くことができないためドローショットに制約が生じる等の様々なデメリットもある。スヌーカーキューは他と異なり先角に金属を使用しているため、ショットの衝撃がシャフトに直接伝わり木部を痛めてしまう可能性があるので他の競技での使用は推奨されていない。

### ポケットキュー
ポケット競技には次の3種類のキューが用いられる。また、ポケットキューは狭義ではプレーキューを指す。
プレーキュー
ポケット競技においてプレーの多くに用いられるキュー。ポケットビリヤードの別名がプール（pool）であることから、プールキューとも呼ばれる。長さは約1m50cm、18〜21オンス（約540〜630g）程度。
- キューの重さはオンスで表記され、主流の18〜19オンスは約510グラム〜約538グラムとなる。

ナインボールのように手球を大きく動かす種目には重いキューが適しており、14-1やワンポケットのような短距離で手球を動かし正確にポジションすることを要求される種目には軽いキューが向くといわれる。
後述のスヌーカーキューで用いられるようなエクステンションを用意し試合で使用するプレーヤーもいる。
ブレイクキュー（Break cue）
ナインボールやエイトボールなどで行うブレイクショットで利用するためのキュー。ブレイクショットで的球をポケットすることが求められる競技ではパワーに特化したフォームで強烈なショットをするのが一般的である。ブレイクは通常のショットに比べ非常に大きな力が加わり、キューやティップへのダメージも大きく破損の可能性が高くなるので、ティップやシャフトの損傷を防ぐために、ブレイクに予め用意しておいたブレイク専用のキューを用いる。市販されているキューがプレーキューのみだった頃は、それらをブレイク専用に調整して用いる者が多かったが、1990年代以降からブレイク専用のキューが多数流通するようになった。これらは一般に装飾がなされないためプレーキューより安価である。
ジャンプキュー（Jump cue、Jump stick）
手球をジャンプさせて障害となるボールを飛び越して的球を狙うジャンプショットのためのキュー。ジャンプショットとは、キューを40〜50度程度の角度をつけて撞きおろしその反発によって手球をジャンプさせるショットであるが、キューを立てて撞き下ろす必要があることから通常とは異なったフォームを取る必要がある。そのためジャンプキューはその独特なフォームを作りやすくするために通常のプレーキューよりも短く作られている。
ジャンプキューはプレーキューとほぼ同じ長さのシャフトに短いバットを備えるものが多いが、まれに長いバットと短いシャフトという組み合わせのキューもある。シャフトが太いものが多いが、ドクター・ポッパーのようにシャフトがパイプで、径が12.7mm程度しかないものも存在する。
通常は順手で握るストロークで使用するノーマルストロークが、障害物が手球から近い場合等に手球を高くジャンプさせる場合はダーツを投げるように握ってショットする。これをダーツストロークと呼ぶ。身長の高くない者でもジャンプをさせやすいフォームであるが、ダーツストロークで正確な方向にジャンプさせるためには訓練が必要である。
ジャンプショットについての詳細はビリヤード#ポケット・ビリヤードを参照。
その他
ジャンプブレイクキュー（Jump break cue）
ブレイクキューのバットの一部を分離して短くするとジャンプキューにもなるものをこう呼ぶ。JumpとBreakの頭文字をとりJBキュー等と略されることもある。1本のキューで二役すなわち2本のシャフトと長短2本のバットの役目をこなすことができ、低コストかつ嵩張らないという利点がある。多くのメーカーから発売されているが、一部のプレーヤー及びメーカーは、ブレイクキューとジャンプキューではシャフトやティップの特性、バットとシャフトの適正な重量バランスが異なるため、それぞれの専用品と比較し十分な性能を期待できないとしてこれらのキューに否定的である。
トレーニングキュー
一般的に利用するプレーキューより重量を増してあり、野球のマスコットバットのように筋力強化などを目的としている。重さは26〜29オンス程度。キューのバランスも考慮されており、実際のプレーにも使用できるように各部は通常のキュー同様の作りになっているが、前述の通り試合等では重量のレギュレーション違反となって使用できないこともある。

### キャロムキュー（Carom cue）
スリークッションに代表されるキャロム競技に用いられる。ボールが大きいため、太くて重量のあるキューが好まれる。ただし、ボールに対して細かい撞点の使い分けが容易なように先端が急速に細くなっているものが多い（キャロムテーパー）。通常のスリークッション等の通常の競技は1本のキューで行うが、アーティスティック・ビリヤードにおいてはマッセショット等のために短いキューを別に用意して用いることもある。

### スヌーカーキュー
スヌーカー競技用のキュー。通常は1本のキューのみを使って競技が行われる。シャフトが細く、軽量であることが最大の特徴である。シャフトの素材にはポケットやキャロムで一般的なメイプルよりもアッシュが使用されることが多く、このため硬い打球感がある。また、分割部がよりバットエンド寄りの3/4キュー（俗にスリークォーターと呼ぶ）や接続部分が存在しないワンピースキューといった、他競技のキューと異なり中央で2分割可能なセンタージョイントを採用しないキューを使うプレーヤーの割合が高い。
テーブルがポケット競技より大きいため、通常のキュー及びフォームでは撞けない遠くの手球を撞くために、一時的にバットの後ろに装着してキューの長さを増すエクステンションと呼ばれる用具も存在する。これは、1980年代に6度の世界チャンピオンとなりイギリスにスヌーカー人気を定着させたスティーブ・デイビスが発明したとされ、彼のイニシャルから「SDジョイント」と呼ばれる。

### その他
- 四つ玉、イングリッシュプール等にもそれぞれ特化したキューが存在する。
- 自宅にビリヤード台を置く場合、部屋に対してテーブルが大きすぎる為に通常の長さのキューではテーブルの端のボールを上手く撞けないことがある。こういった場合には短いキューを用意する。
- 子供向けの短いキューも販売されている。

## 各部の名称

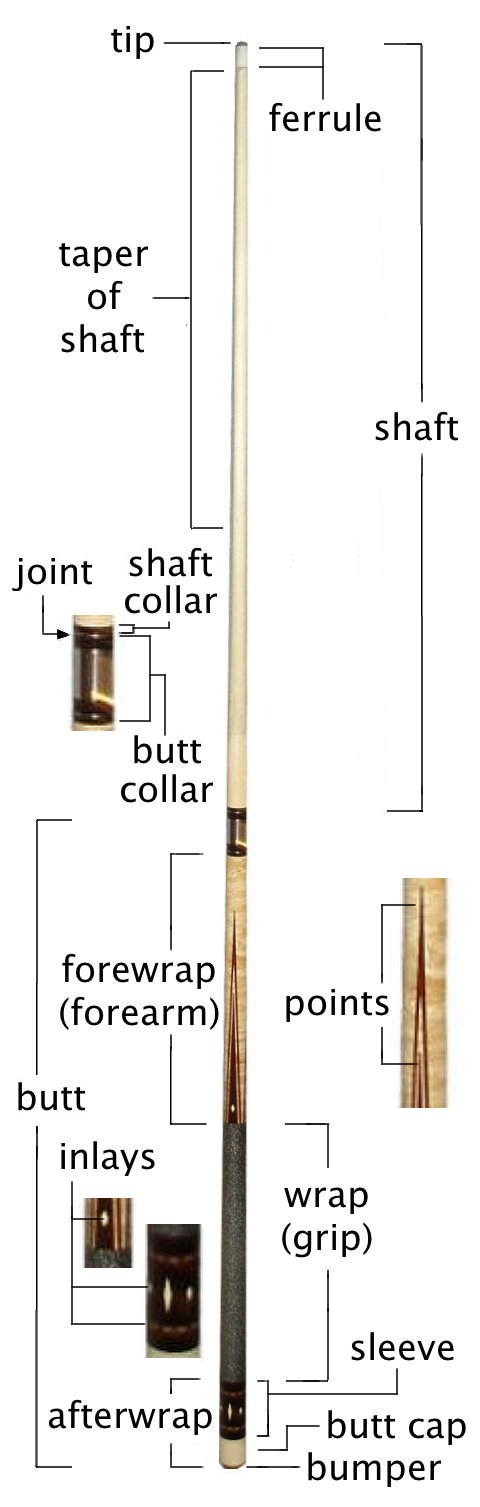
キューと、その部位の名称。画像ではバットが短く見えるが、シャフトとバットは通常ほぼ同じ長さである。

以降、先端部よりパーツごとに解説を加える。

### シャフト
シャフトは真ん中より先の部分（2分割できるキューの場合はジョイントよりも先の部分)を指し、主にメイプルなどの堅い木でできており、先には破損防止のためにプラスチックや象牙、ベークライトなどのキャップ状のものが付いている。これは先角（さきづの、あるいはフェラル、俗にコツ）と呼ばれる。先角の先には革製のティップが取り付けられ、ルール上、手球に触れてよいのはティップ部分のみとされている。
シャフトは大きく分けて、1本の材を削って作られるノーマルシャフトとハイテクシャフト（1つあるいは複数の木材から作成した複数のピースを貼り合わせて1本のシャフトにしたもの）がある。ハイテクシャフトは様々なメーカーから発売され、スピンをかける目的で手球の左や右を撞いた時の横方向のズレ（ディフレクション、トビ）を減少させ、プレーヤーがコースの変化を見越して撞くことの負担を軽減させる効果がある。
シャフトはブリッジ（キューの先端を支える、利き腕とは逆の手のこと）をスムースに前後できなければならないため、ニスなどの塗装のないものが好まれるが、曲がりの原因になる湿気からキューを保護するためにFRPやガラス繊維などでコーティングされているものも存在する。新品のシャフトは湿気・汚れ防止の観点からニス塗装されていることもあるが、すべりをよくするために紙やすりなどで研磨し、ニスを剥がすのが一般的である。一方でFRP製のシャフトにおいてはそのような行為は推奨されておらず、滑りの良いビリヤード専用グローブをブリッジを組む手に装着することを推奨することがある。
ティップ（Tip）
ティップとは牛や豚の革で作られた、キューの最先端部に貼り付けられる厚さ5〜8ミリの円柱状のパーツのことである。タップとも言われる。ティップにはショット時の衝撃を吸収し、ボールと接触する際の摩擦を増やすことにより手球に回転をかけ、より多彩なアクションを取らせることができるようになるという意味もある。 ティップはそのままではつるつると滑ってうまく的球に回転がかからない上、ショットミス（キューミスという）を起こしやすいので、チョークと呼ばれる専用の滑り止めを使用する。
ティップの革の質や固さ、繊維の細かさや、チョーク自身の硬度などで、的球への回転のかかり具合や、かかるタイミング、打球感、耐久性などに影響があり、非常にデリケートな部分である一方、あるレベルのプレーができるようになるまではこういったことには意識が行かないのが一般である。使用するにつれ手球との衝撃で少しずつ硬化するため、頻繁にプレーする者は数ヶ月に一度交換する。 またティップは一枚革のもの、複数の革を貼り合わせた積層タイプのもの、樹脂製など非常に多くの種類が発売されており、それぞれに特徴がある。
樹脂製のティップは、最近公式試合に使用できるようになり、プロ・アマチュア共に使用する人が増加している。樹脂製ティップは非常に硬いため、比較的強いショットを求められるブレイクキュー及びジャンプキューに使用される。しかしその硬さゆえに撞くことができる撞点が限られ、手球に微妙なタッチを加えることができないのでプレーキューにはあまり使用されない。一部ビリヤード店では球に傷が付く恐れがあるとして、使用を禁止している場合がある。
座
ティップと先角の間に貼り先角を保護する薄い革。装着されないことも多い。
先角
キュー先端の木部を保護するための部品。もとは象牙で作られたが、高価・入手困難である・衝撃に弱い・比重の大きい象牙はトビを増大させる、等の理由から樹脂が一般的。構造上筒状のものとキャップ状のものがあり、前者はティップおよび座をはずした際にシャフトの木が先端に露出している。樹脂の比重が木より重いため、先角を短くするとキュー先が軽くなりトビが減るという。木部とはネジ構造で接合されている。
ジョイントリング
カラー（Collar、「襟」の意）バットとの接続部分の縁。ベークライトや木で作られる。ここに施される装飾をリングワークと呼ぶ。
ジョイントインサート（メス）
バットと接続する雌ねじが切られた、金属や樹脂のパーツ。こちら側がジョイントピンになっているものも。一部のジョイントの規格では、インサートをもたずに木に直接ねじ切りがされている。

### バット
バットとはキューの真ん中より後の部分で柄にあたる。シャフトとは異なりブリッジを通過することはあまりないため、装飾を保護するため全体的にニスで塗装されているものが多い。またキューによってはキュー尻に、さらにエクステンションといわれるバットを継ぎ足すことができるものもある。
またバットがさらに分割できるようになっているものもあり、これは分割したバットとシャフトを接続することでジャンプキューとして使用できるようにしたものである（前述のブレイク＆ジャンプキュー）。
ジョイントピン
ジョイントピンはシャフトとバットの継ぎ目で雄ねじ状になっており、主に金属製であることが多い。ジョイント部に金属を用いない、いわゆる木ネジと呼ばれるキューは、打球感がより素直に感じられると言われている。いかにしっかりとシャフトとバットを接続するかというところで各メーカーの工夫がされており、ダブルジョイント、トリプルジョイントというように大小のネジを組み合わせたもの、雄ネジと雌ネジの形状を変化させたもの（ウェービーピン）、接合面をすり鉢状にしてあるもの、またすばやく着脱ができるユニロックなどがある。
ジョイントカラー
筒状の部品で、ジョイントの台座の部分の木の割れを防止する。材質は樹脂、ステンレスや真鍮、象牙など。装飾が施されることもある。
ジョイントリング
シャフトのジョイントリングと同様のものが装備される場合が多い。
フォアアーム
ジョイントリングから糸巻きまでの部分のこと。ハギ・剣等と呼ばれる装飾が施される。これらには、もとは曲がりを防止する意味があった。
ハンドル（グリップ）
多くのキューでは木部がわずかに細く削られ、そこにアイリッシュ・リネンとよばれる太い糸が巻かれている。プレー時には右利きのプレーヤーはここを右手で握る。糸巻き、リネンラップとも呼ぶ。これには手の過度なすべりを防止する効果があるが、その感触を嫌ってハンドル部が木製（ウッドハンドル）のキューを用いるものもいる。
スリーブ
フォアアームと並んで装飾が施される部分。プロダクトキューではこの内部に交換可能なウェイトボルトを仕込むことが多い。この部分以降を「キュー尻」と呼ぶ。バット（Butt）自体が「尻」という意味を持つ単語なので混用に注意。
バットキャップ
キューの末尾で木を保護するための部分。デルリン等の樹脂が好まれる。
ウェイトボルト
プロダクトキューに多くみられる、キューの重量やそのバランスを調節するためのボルト。バットの後端からねじ込むようになっており、交換することで全体の重量やバランスを変化させることができる。
バンパー
キューを地面に立てるときのバットキャップの保護、衝撃の吸収、滑り止めの役割があるゴム。ウェイトボルトを備えるキューでは、このゴムがボルトの蓋をかねている。

## キューのグレード
キューはプロダクション・キューとカスタム・キューに大別される。
プロダクション・キューは大量生産されているキューで、ビギナー、ライトプレーヤーを含めた一般のプレーヤーの多くが使用している。中でも廉価なものはハウスキューにもよく使われ、装飾も単色の塗装のみのものであったり、柄が入っていても塗装によるものであったりする場合が多いのに対し、比較的高価なプロダクション・キューやカスタム・キューはインレイ（貝殻などを埋め込んだ装飾）や、ハギ（木の組合せによる装飾）などが施されており、また同じような柄であってもその文様が微妙に異なっていたりする。
カスタム・キューは吟味された材料を用いた手工品で、装飾も凝ったものが多い。メーカーによってはデザインや各部の仕様をゼロから注文して購入することも可能である。同じデザインのキューが1本しか作られていないようなキューを一本物（いっぽんもの）と呼び、そのようなキューのみを作ることをポリシーとする職人もいる。またカスタム・キューは値段もプロダクション・キューに比べ非常に高価であることが多い。一般にプロダクション・キューよりも良い木材を用いて製作させることから、性能も高いとされる。

## 「ハウスキュー」と「マイキュー」
ビリヤード専門店には貸しキューがほぼ必ず用意されており、たいていの場合は無料で利用できる。これをハウスキュー、俗に芝キューと呼ぶ。これに対し、プレーヤーが自ら買い求め店に持参する私有のキューをマイキュー（和製英語）と呼ぶ。ビリヤード店がプレーヤーから預かっている私有の（private）キューは「プライベートキュー」と掲示され、一般プレイヤーが利用しないように区別される。
キューの多くは木製であるためにプロダクション・キューの新品の同一商品においても、使用される木材の成長度合いや採取された年月、部位、また乾燥度合いなどが違うため一本ごとにシャフトやバットのしなり具合などが違う。そのため全く同じ性能のキューは存在しないともいえる。上級者の場合、それぞれのキューの個性を感じ、自分に合ったキューを見つけ、またそのキューの特性にあわせたプレーができるが、あるレベルに達しないプレーヤーは違いが分からないため自分に合うキューも分からず、またプレーのスタイルも確立していないためキューに合わせることもできない場合が多い。従って最初のマイキューなどは、デザインや重さ・振りやすさなどで好みのものを選ぶのが良いとされている。
ビリヤードをプレーする時、ほとんどの店に貸し出し用のキューが用意されているため必ずしもマイキューを用意する必要はないが、上述のようにキューは一本一本個性が異なる上、ハウスキューは不特定多数の人間によって扱われるためメンテナンスが行き届いていないことも多い。

## キュー関連用具

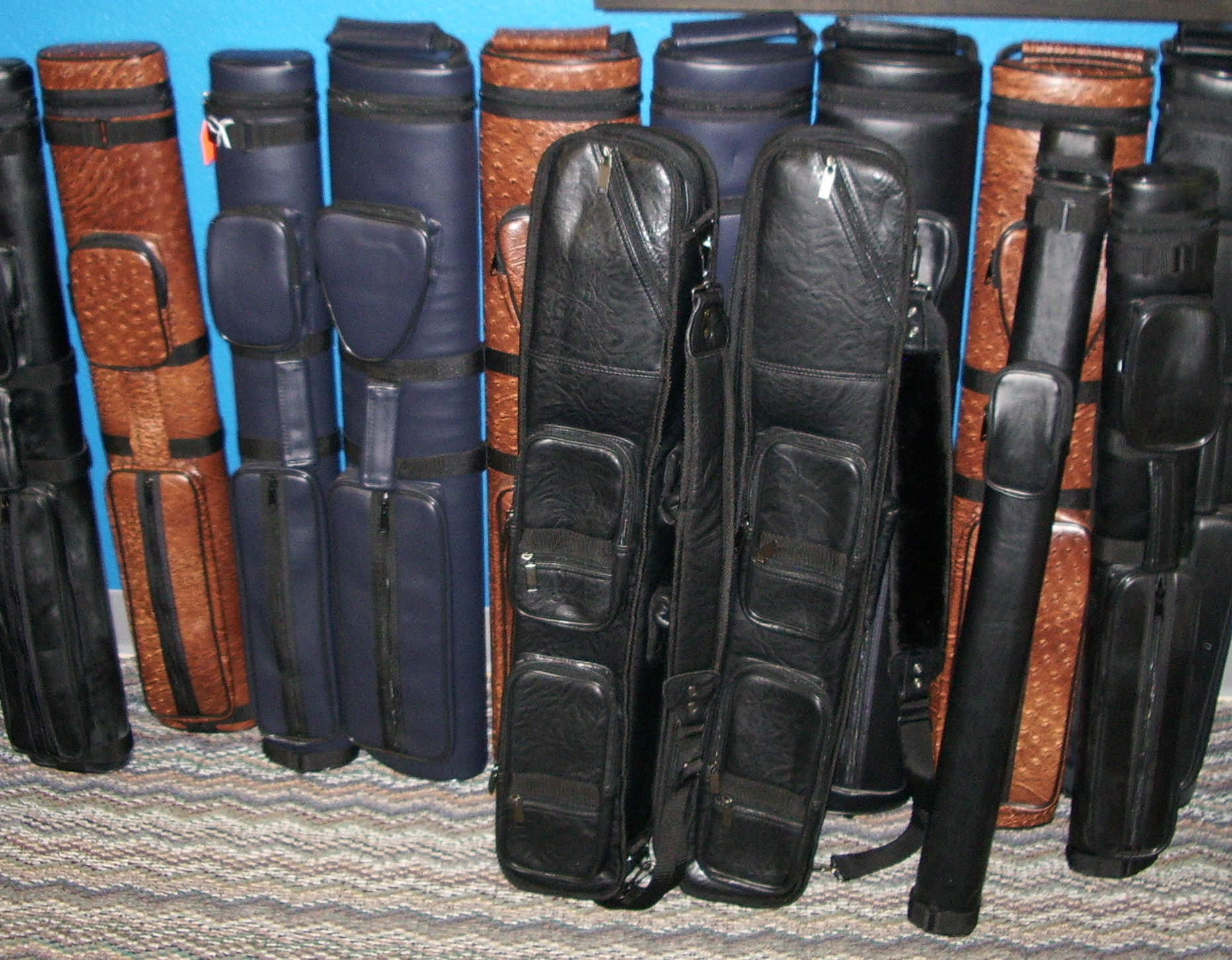
ポケットキュー用のケース

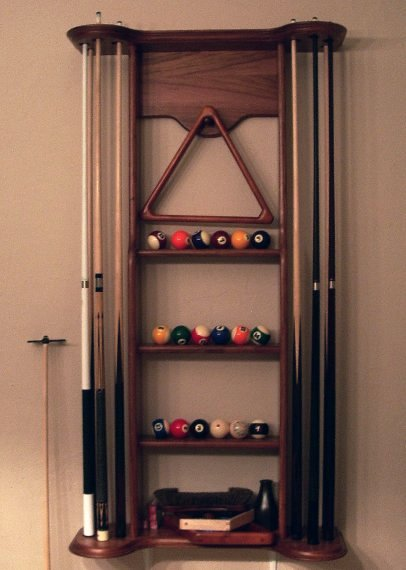
壁掛けキューラック

キューケース（Cue case）
キューの移動・保管に用いられるバッグ。プレーに必要な個人装具（バットとシャフトからなるキュー、個人所有のチョーク、ジャンプキューのバット等）を収納できるようになっている。プレーキュー1本のみだけ入るものから、4本以上のキューを入れられるようなもの、競技に必要な前述のグッズを入れるためのポーチが縫い付けられているものなどが存在する。肩から掛けられるバッグタイプのもの、木や金属製のアタッシュケース状のものに大別される。
バッグタイプのうち筒状のものの一部は、試合会場等で簡易キューラックとして使用することが可能である。組み立てた状態のキューをそのまま挿入して用いる。
ジョイントプロテクター
ジョイントキャップとも。ケースに収納するためにキューを分割した後、ジョイントの雌雄のねじを保護するために装着しておくボルトおよびナット状のもの。樹脂や木、金属等で作られ、キューメーカー純正のものにはロゴが入れられていたり装飾が施されるものもある。全てのジョイントに対応する種類が存在する。
キューラック（Cue rack）
キューを立てる台。壁に固定するものと床に置くものがある。ともにシャフトを上、バットを下にして立てる。前者はシャフト先端を円形の穴に通しバットエンドを下端の窪みに挿入するようになっており、地面と垂直にキューを保管できる。後者はバット部分をジョイント付近とバットエンドで支える構造になっていることが多く、キューは台にもたれかかる形になる。ジョイントは着脱を繰り返すことで僅かながらダメージを受けるとしてラックで保管することを推奨する意見があるが、温度や湿度、日光等によりキューが曲がるリスクが増えるため、管理には細心の注意が必要である。
ビリヤード場では、ハウスキューは通常キューラックに置かれており自由に利用できる。また、簡易的なラックが各テーブルの横の机にも備えつけてあり、自分がプレーしない時にはそこに置く。
ティップシェーパー（Tip shaper）
半球状に窪んだ曲面がヤスリになっている道具で、ティップの先端を押し付けて削ることによりティップを毛羽立たせ、チョークの乗りを良くするために用いられる。各社から様々な発想の製品が出ている。この用途に汎用の金属製のヤスリを用いることも多い。

## その他
- 競技中にティップが取れたり、キューが倒れて先角が割れたりするなどのアクシデントに備えるため、プレーキューの予備シャフト（スペアシャフト）を携行するプレーヤーも多い。このため、キューケースもバットよりシャフトの収納数のほうが多いモデルがよく用いられる。
- シャフトにはその外見上バットほど作り手の個性が外見上表れる余地がなく、リングワークもバット側にまったく同じ装飾を施すことが多いため、キューのカタログ等においてバットの写真のみを掲載することがある。

## 主なキューメーカー（ブランド）
- プロダクション・キュー
  - ADAM（アダム）
  - Cutec（キューテック）
  - Lucasi（ルカシー）
  - Mali（マリー）
  - McDermott（マクダモット）
  - Meucci（メウチ）
  - MEZZ（メッヅ）
  - PREDATOR（プレデター）
  - Schon（ショーン）
  - Viking（バイキング）
  - Zesty（ゼスティー）
  - J＆J（ジェー&ジェー）

- カスタム・キュー
  - Ariel Carmeli（カーメリ）
  - AE
  - Balabushka（バラブシュカ）
  - Barenbrugge（バレンブルーギー）
  - Barnhart（バーンハート）
  - Bender（ベンダー）
  - Black Boar（ブラックボア）
  - Bludworth（ブラッドワース）
  - Capone（カポン）
  - Coker（コーカー）
  - Cognoscenti（コグノセンティ）
  - Dan Dishaw（ダンディショウ）
  - Dale Petty（デールペリー）
  - Dayton（デイトン）
  - Espiritu（エスピリチュ）
  - Gina（ジナ）
  - Jacoby（ジャコビー）
  - Joss（ジョス）
  - Joss West（ジョス ウエスト）
  - Judd（ジャッド）
  - Kikel（キケル）
  - Lambros（ランブロス）
  - Manzino（マンツィーノ）
  - McDaniel（マクダニエル）
  - McWorte（マクウォーター）
  - Mike Cochran（マイクコクラン）
  - Mottey（モッティ）
  - Nitti（ニッティ）
  - Olivier（オリビエ）
  - Padgett（パジェット）
  - pechauer（ペシャウアー）
  - pfd（ピーエフディー、ポールドレクスラー）
  - Prather（プレーサー）
  - Prewitt（プルーイット）
  - rc3（アールシースリー、リチャードチュディ）
  - Richard Black（リチャードブラック）
  - Robinson（ロビンソン）
  - Samsara（サムサラ）
  - Schick（シック）
  - Schrager（シュレーガー）
  - Showman（ショウマン）
  - South West（サウスウェスト）
  - Schick（シック）
  - Szamboti（ザンボッティ）
  - TAD（タッド）
  - Ted Harris（テッドハリス）
  - Tim Scruggs（ティムスクラグズ）
  - Tomas Wayne（トーマスウェイン）
  - 吉村